# HK 4,6 × 30 mm
El cartucho 4.6x30 mm es un cartucho alemán usado en armas de defensa personal como la H&K MP-7 y el proyecto de pistola cancelado H&K UCP. Fue diseñado para reducir el retroceso y aumentar la penetración en blindajes corporales. Tiene vaina agolletada y su bala tiene núcleo de acero encamisado en cobre.

## Información
El cartucho fue introducido en 1999, diseñado para competir con el FN 5.7x28mm. En comparación con los cartuchos convencionales para rifle de asalto, uno puede portar más cartuchos 4.6x30mm debido a su peso ligero y a las pequeñas dimensiones del mismo. Ya que el peso de la bala influye mucho en el retroceso, este peso ligero es también útil en el fuego rápido. Las pruebas de CRISAT demostraron que debido al diámetro pequeño y a la alta velocidad ejercida por el proyectil, es mayor la penetración en blindaje que en armas de fuego tradicionales.
Pruebas realizadas por HKPro en el año 2000 indican que el cartucho de 4.6 × 30 mm penetró 20% más profundamente en el gel balístico transfiere ligeramente más energía que el 5,7 × 28 mm disparado desde un FN P90. Sin embargo, una serie más reciente de pruebas realizadas por OTAN en el Reino Unido y Francia indicó que 5,7 × 28 mm era un cartucho superior, pues los resultados de las pruebas de la OTAN fueron analizados por un grupo formado por expertos de Francia, Estados Unidos, Canadá y el Reino Unido en el que la conclusión fue que el 5,7 × 28 mm era "sin duda" el cartucho más eficiente.
Entre otros puntos, el grupo de la OTAN citó una efectividad 27% mayor en el cartucho 5,7 × 28 mm contra objetivos no protegidos y la misma eficacia contra objetivos protegidos. También se refirió a una menor sensibilidad a temperaturas extremas para el 5,7 × 28 mm y citó un mayor riesgo potencial de erosión del cañón con el 4,6 × 30 mm. Además, el grupo señaló que el cartucho 5,7 × 28 mm es similar en diseño y proceso de fabricación al 5,56 × 45 mm OTAN, lo que le permite ser fabricado en líneas de producción existentes del 5.56x45 mm. El grupo también señaló que las armas que usan el cartucho 5.7x28 mm son más “maduras” que las que usan el 4.6x30 mm, además la pistola FN Five-seveN ya estaba en producción mientras que la HK UCP solo era un prototipo. Sin embargo la delegación alemana y otras sociedades rechazaron la recomendación de la OTAN de estandarizar el cartucho 5.7x28 mm y como resultado este proceso se suspendió indefinidamente.